# Lary
Pour les articles homonymes, voir Lary (homonymie).
Cet article possède un paronyme, voir Ary.
Le Lary (ou le Larit ou l'Ary) est une rivière du Sud-Ouest de la France, des départements de Charente, Charente-Maritime et Gironde (en région Nouvelle-Aquitaine), affluent droit de l'Isle,donc sous-affluent de la Dordogne.
En 2011, on recense sur le Lary et son affluent le Palais, cinquante-deux moulins à eau dont le Moulin Neuf situé à cheval sur les communes de Cercoux et Saint-Pierre-du-Palais.

## Géographie

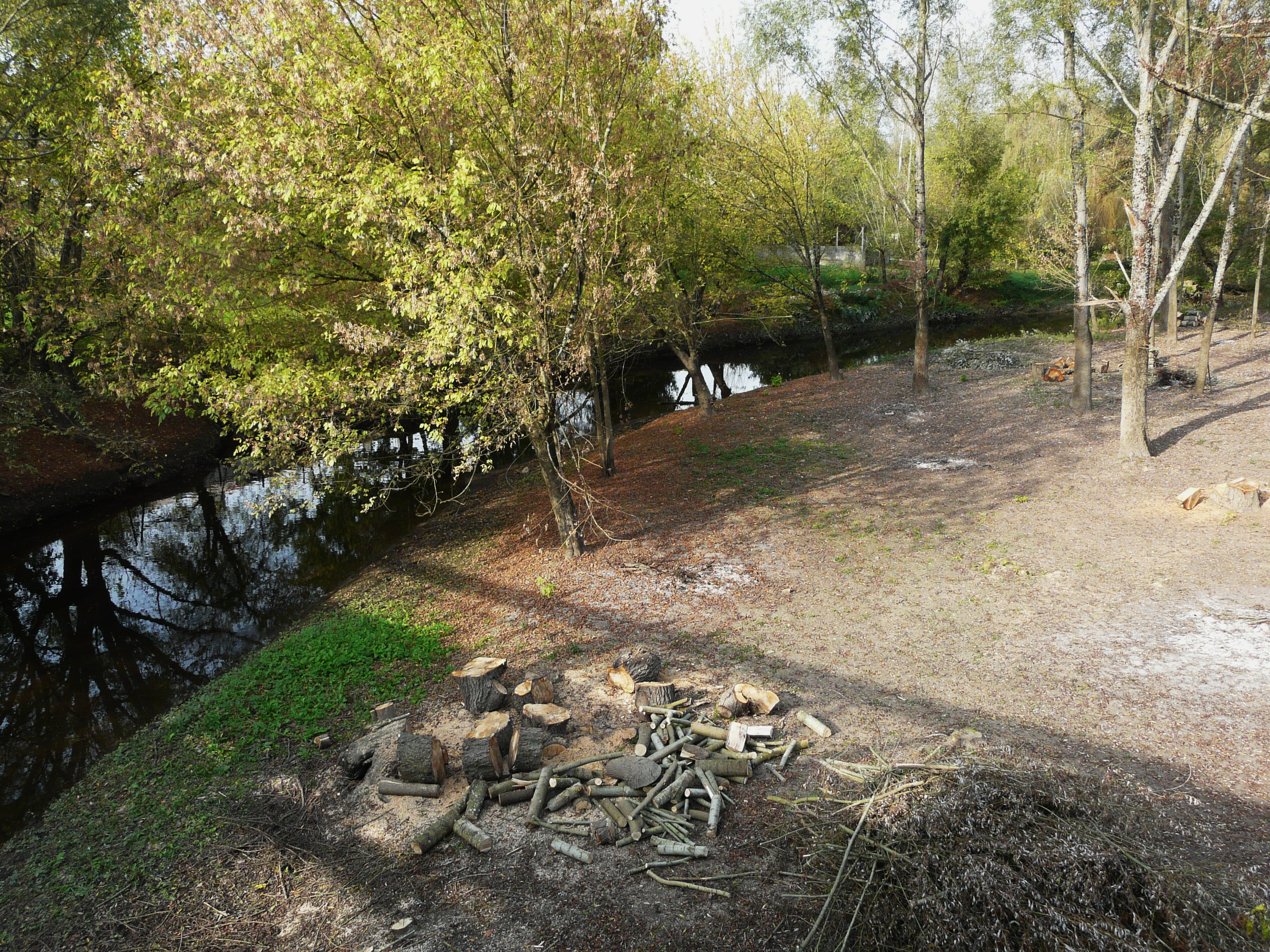
Le Lary à Guîtres, à 200 mètres de sa confluence avec l'Isle.

Le Lary prend sa source en Charente vers 144 mètres d'altitude sur la commune de Condéon, quatre kilomètres au sud du bourg, près du lieu-dit chez Mathelinaud.
Il arrose Saint-Martin-d'Ary et rejoint l'Isle à Guîtres en Gironde, à une altitude de 6 mètres. Entre les deux, la majeure partie de son cours se situe en Charente-Maritime.
Sa longueur est de 53,7 km,, 

### Départements et communes traversés
Le Lary arrose d'amont vers l'aval trois départements, et dix huit communes :
- Charente : Condéon (source), Oriolles, Touvérac, Boisbreteau, Bors,
- Charente-Maritime : Chevanceaux, Saint-Palais-de-Négrignac, Montlieu-la-Garde, Neuvicq, Orignolles, Saint-Martin-d'Ary, Clérac, Cercoux, Saint-Pierre-du-Palais, La Clotte,
- Gironde : Lagorce, Coutras, Guîtres (confluence)

### Bassin versant
Son  bassin versant est de 422 km2.

### Organisme gestionnaire
L'organisme gestionnaire est l'EPTB Dordogne. Un SAGE Isle Dronne a été produit en 2015.

## Affluents
Selon le Sandre, le Lary a quarante-cinq affluents contributeurs dont une rivière, son principal affluent, le Palais, long de 31,1 km en rive gauche, treize ruisseaux portant un nom, dont le principal est le ruisseau de Pas de Canon, long de 8 km en rive droite, et 31 autres ruisseaux sans noms.

## Hydronymie
Lary dérive probablement de la racine hydronymique pré-indoeuropéenne *ar-, très productive, avec agglutination de l'article.[réf. nécessaire]

## Nature et patrimoine

### Faune
Les vallées du Lary et du Palais font partie du réseau Natura 2000 qui les considère comme sites importants pour la conservation d'espèces européennes menacées telles que la cistude (Emys orbicularis), la loutre (Lutra lutra), le vison (Mustela lutreola) ou la lamproie de Planer (Lampetra planeri).

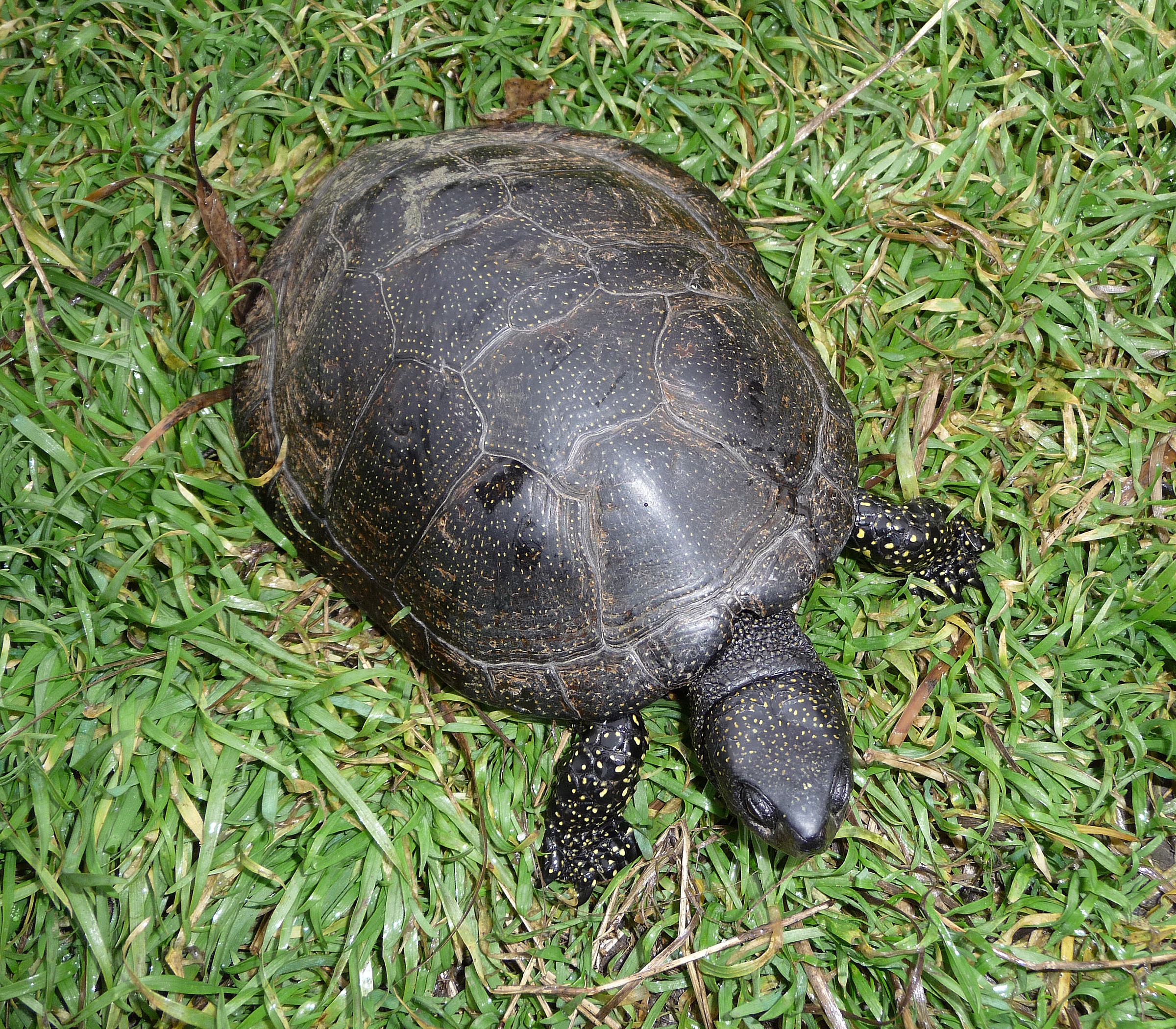
Une cistude.
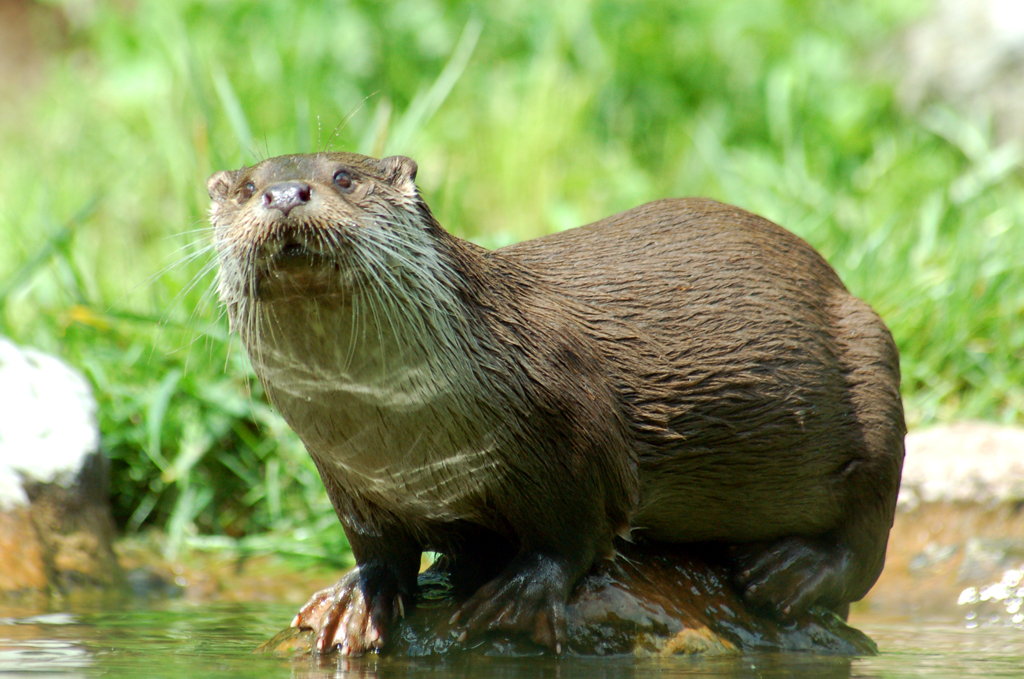
Grâce à de puissantes pattes palmées (avant et arrière), la loutre est une excellente nageuse, mais elle se déplace aussi volontiers à terre, le long des berges ou à proximité.
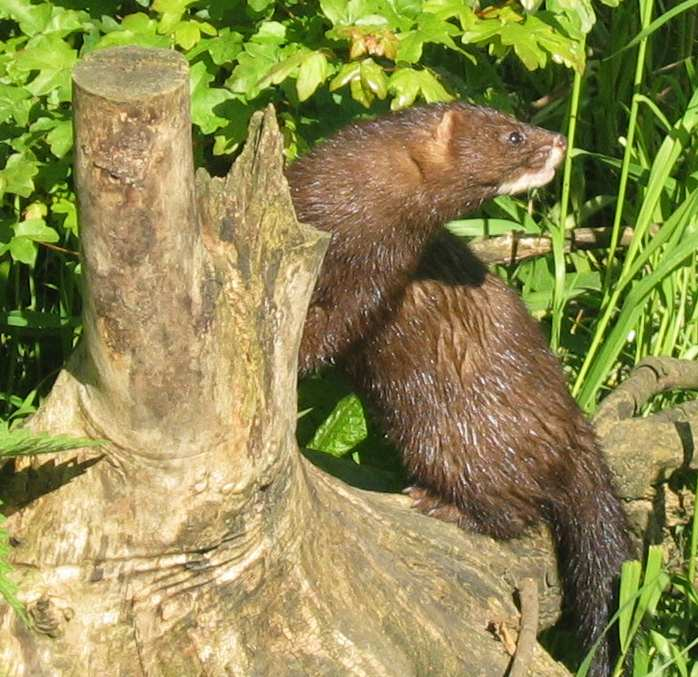
Le vison d'Europe.
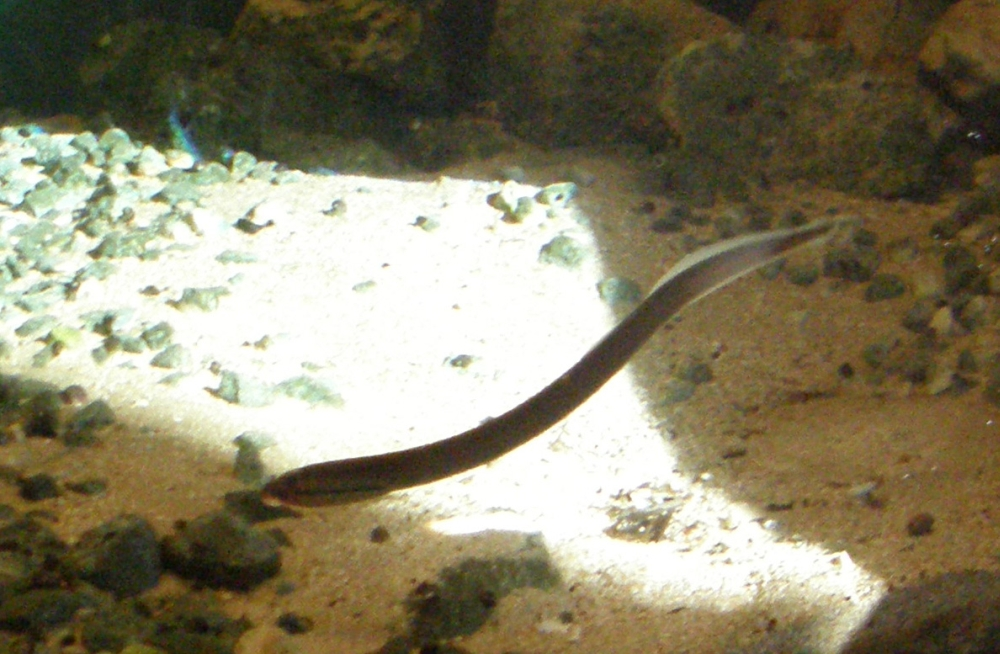
La lamproie de Planer.

Plusieurs espèces de poissons migrateurs amphihalins (anguille, flet, mulet porc) fréquentent la partie basse du Lary, depuis sa confluence avec l'Isle jusqu'au premier moulin infranchissable.

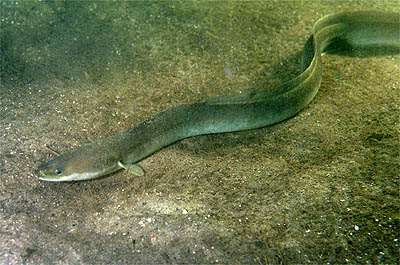
L'anguille.
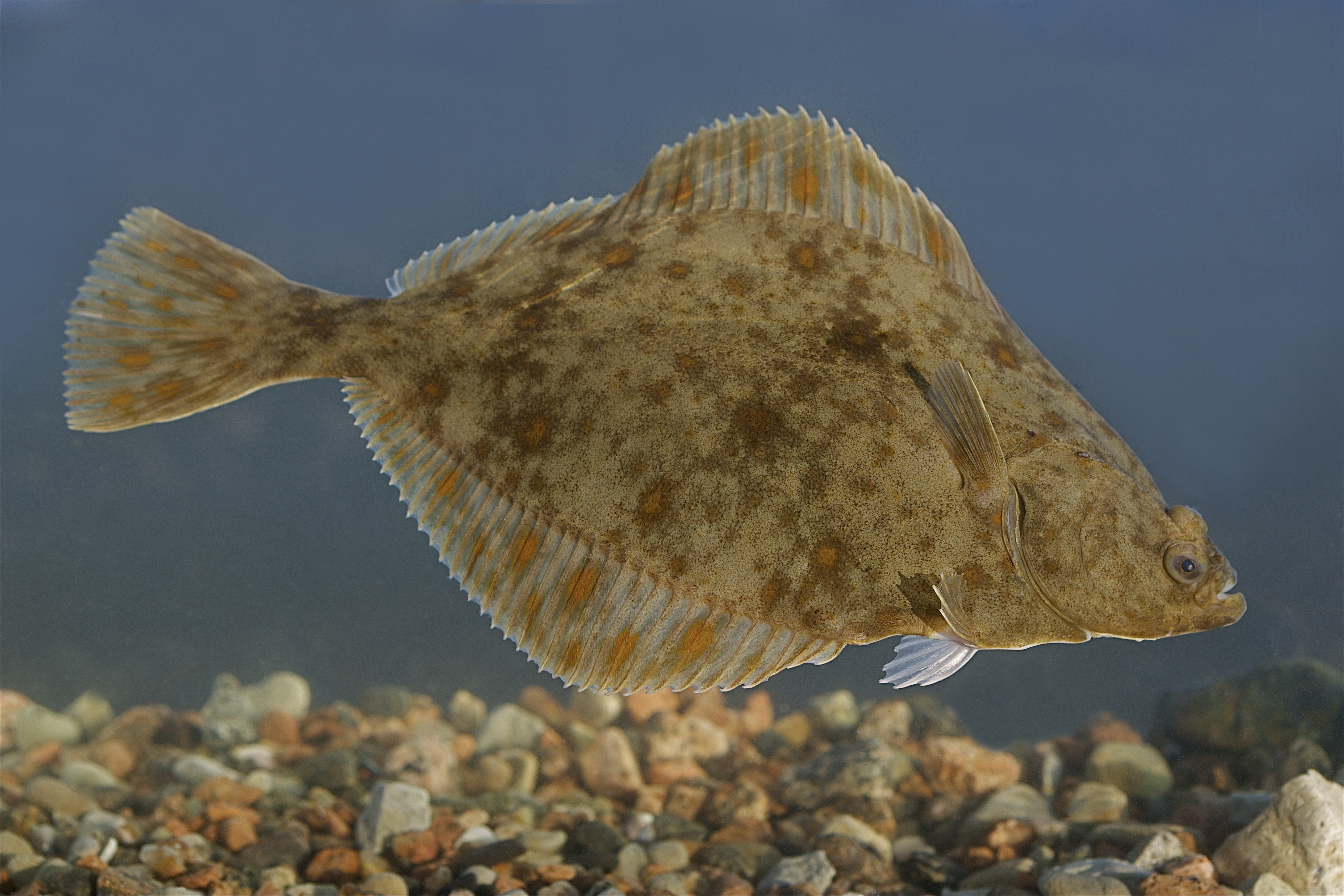
Le flet d'Europe.
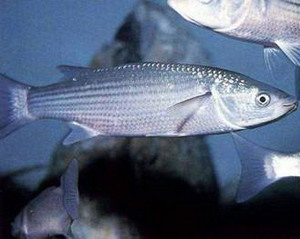
Le mulet porc.

### Monuments de la vallée du Lary
- Le château Saint-Bernard, XIXe siècle, à Touvérac.
- Le logis de Moulidars, XVIe siècle, à Bors-de-Baignes.
- L'église Sainte-Madeleine, XIIe et XVe siècles, à Bors-de-Baignes.
- Le château de Chaux, XVIIe siècle, à Chevanceaux.
- Le dolmen Pierre Folle à Saint-Palais-de-Négrignac.
- Le logis du Fief, XVIe siècle à Neuvicq.
- L'église de Saint-Martin-d'Ary, XIe siècle.
- Le logis de Coustolle, Saint-Martin-d'Ary.
- Le château de la Magdeleine, XVIe siècle, à Saint-Martin-d'Ary.
- Motte féodale de La Clotte.
- L'ancien domaine de Belle-Isle à Guîtres.
- L'église abbatiale Notre-Dame de Guîtres, XIIe au XVIe siècle.

### Moulins à aubes du Lary
Les 22 moulins du Lary sont anciens, presque tous représentés sur la carte de Cassini, excepté ceux de Gadebourg, la Grave et de Chabreville. Les plans du cadastre napoléonien détaillent parfois le nombre de roues à aubes.
- Le moulin de Chassit, rive droite à Saint-Palais-de-Négrignac.
- Le moulin de Berland, rive droite à Montlieu-la-Garde.
- Le moulin de Beauregard (autrement dit du Colombier), rive gauche à Saint-Palais-de-Négrignac.
- Le Grand-Moulin (autrement dit du Fief), rive gauche à Orignolles.
- Le Petit-Moulin, rive gauche à Orignolles.
- Le moulin de Berland, rive gauche à Orignolles.
- Le moulin de Felit (précédé par le moulin de Petit-Felit alimenté par le ruisseau de la Chenelle), rive gauche à Orignolles.
- Le moulin de la Vallade, rive droite à Clérac. Une roue verticale sur le cadastre de 1841.
- Le moulin de Gadebourg, rive droite à Clérac. Une roue verticale sur le cadastre de 1841.
- Le moulin de Teurlay (dit Teurlay du Lary), rive droite à Clérac. Une roue verticale sur le cadastre de 1841.
- Le moulin du Lary, rive droite à Cercoux. Une roue verticale sur le cadastre de 1841.
- Le moulin Neuf, rive droite à Cercoux. Une roue verticale sur le cadastre de 1841.
- Le moulin de Poquet, rive droite à Cercoux. Trois roues horizontales sur le cadastre de 1841.
- Le Grand-Moulin, rive droite à La Clotte.
- Le moulin de Coutiat, rive droite à La Clotte.
- Le moulin de la Grave, rive droite à La Clotte.
- Le moulin d'Ardouin (autrement dit du Pont ou de Laguirande), servant autrefois de pont d'après le cadastre de 1835, rive droite à Lagorce.
- Le moulin de Thomas, rive droite à Lagorce. Deux roues horizontales sur le cadastre de 1835.
- Le moulin de Chabreville, rive droite à Lagorce.
- Le moulin de Piet, rive droite à Lagorce.
- Le moulin de la Moulinasse, rive droite à Lagorce.
- Le Grand-Moulin, rive droite à Guîtres.